# Nassawadox
Nassawadox is een plaats (town) in de Amerikaanse staat Virginia, en valt bestuurlijk gezien onder Northampton County.

## Demografie
Bij de volkstelling in 2000 werd het aantal inwoners vastgesteld op 572.
In 2006 is het aantal inwoners door het United States Census Bureau geschat op 605, een stijging van 33 (5,8%).

## Geografie
Volgens het United States Census Bureau beslaat de plaats een oppervlakte van
1,1 km², geheel bestaande uit land. Nassawadox ligt op ongeveer 3 m boven zeeniveau.

## Plaatsen in de nabije omgeving
De onderstaande figuur toont nabijgelegen plaatsen in een straal van 20 km rond Nassawadox.

## Geboren
- Ralph Northam (1959), gouverneur van Virginia (2018-2022)